# Liotrachela nitida
Liotrachela nitida är en insektsart som beskrevs av Brunner von Wattenwyl 1878. Liotrachela nitida ingår i släktet Liotrachela och familjen vårtbitare. Inga underarter finns listade i Catalogue of Life.